# 迪金 (澳大利亞國會選區)
迪金選區（英語：Division of Deakin），是澳大利亞維多利亞州的下議院選區，位於州府墨爾本東郊。面積61平方公里。
選區始於1937年，選區名紀念第二任聯邦總理艾爾弗雷德·迪金。多數時間是右翼政黨（1944年後是自由黨）的安全選區。2010年大選，尋求連任的、澳大利亞工黨的麥克·西門成功連任。